# Hashimoto (Wakayama)
Hashimoto (japanisch 橋本市, -shi) ist eine Stadt in der Präfektur Wakayama in Japan.

## Geographie
Hashimoto liegt südlich von Osaka und östlich von Wakayama.

## Geschichte
Die Stadt Hashimoto wurde am 1. Januar 1955 aus der Vereinigung der Gemeinde Hashimoto (橋本町, -chō) mit 5 Dörfern (紀見村, 山田村, 岸上村, 隅田村, und 学文路村) des Landkreises Ito gegründet. Am 1. März 2006 wurde die Gemeinde Kōyaguchi (高野口町, -chō) aus selbigem Landkreis eingemeindet.
Hashimoto entwickelte sich als regionales Transportzentrum. Es ist bekannt für seine Fisch-Angeln und andere Bambusprodukte. Die Stadt ist ein Wohnort für Pendler nach Osaka.

## Söhne und Töchter der Stadt
- Hideko Maehata (1914–1995), Schwimmerin

## Weblinks

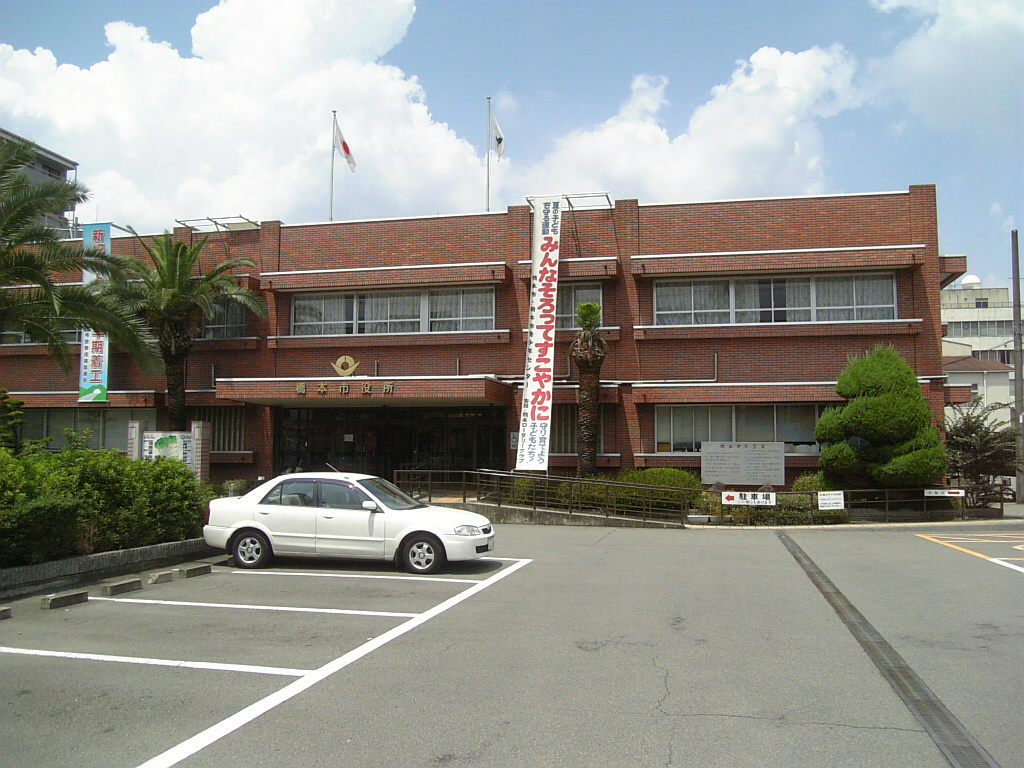
Rathaus von Hashimoto

## Verkehr
- Zug:
  - JR Wakayama-Linie

- Straße:
  - Nationalstraße 24, 370, 371

## Städtepartnerschaft
- Rohnert Park, Kalifornien, USA

## Angrenzende Städte und Gemeinden
- Kawachinagano
- Gojō